# Yang Guang (athlétisme)
Pour les articles homonymes, voir Yang et Yang Guang.
Yang Guang (né le 3 avril 1963) est un athlète chinois, spécialiste du 110 mètres haies.

## Biographie
Il remporte la médaille d'or du 110 m haies des championnats d'Asie 1987, à Singapour. 

### Palmarès
| Date | Compétition         | Lieu      | Résultat | Épreuve     | Performance |
| ---- | ------------------- | --------- | -------- | ----------- | ----------- |
| 1987 | Championnats d'Asie | Singapour | 1er      | 110 m haies | 14 s 04     |

### Records
| Épreuve     | Performance | Lieu      | Date        |
| ----------- | ----------- | --------- | ----------- |
| 110 m haies | 13 s 96     | Guangzhou | 7 juin 1987 |